# Condado de Rius
El condado de Rius es un título nobiliario español otorgado por el rey Amadeo I el 11 de febrero de 1873.  Su nombre se refiere al apellido paterno del primer titular, el industrial tarraconense Mariano de Rius y Montaner. 

## Condes de Rius
|                                 | Titular                         | Periodo                         |
| Creación por Amadeo I de España | Creación por Amadeo I de España | Creación por Amadeo I de España |
| ------------------------------- | ------------------------------- | ------------------------------- |
| I                               | Mariano de Rius y Montaner      | 1873-1894                       |
| II                              | Joaquín de Querol y Rius        | 1894-1953                       |
| III                             | Fernando de Querol y Muller     | 1953-2001                       |
| IV                              | Juan de Querol y Muller         | 2003-2008                       |
| V                               | María Pilar de Querol y Quadras | 2009-actual titular             |

## Historia de los condes de Rius
- Mariano Rius Montaner (Tarragona, 8 de octubre de 1838-Escaladei, 12 de enero de 1894), I conde de Rius, industrial, mayordomo mayor del rey Amadeo I y político, hijo de Mariano Rius Espina y de Vicenta Montaner Avellaneda.[2]

Casado con Elisa Olózaga Camarasa, hija del ministro Salustiano de Olózaga. Le sucedió su nieto, hijo de María Elisa Rius y Olózaga (m. 1893) y de Fernando de Querol y Bofarull, alcalde de Tarragona y escritor:
- Joaquín de Querol y Rius, II conde de Rius, presidente de la Diputación de Tarragona.

Casado con Carmen Muller y Ferrer. Le sucedió su hijo:
- Fernando de Querol y Muller (Tarragona, 3 de noviembre de 1917-Madrid, 4 de junio de 2001), III conde de Rius, teniente general del Ejército del Aíre.[3]

Casado con Teresa Moreno Uribe, hija del IV conde de Fontao. Sin sucesión. Le sucedió su hermano:
- Juan de Querol y de Müller IV conde de Rius.[4]

Casó con Juana de Quadras y Camps,  baronesa de Quadras. Le sucedió su hija:
- María Pilar de Querol y de Quadras, V condesa de Rius.[5]